# 竹内十次郎
竹内 十次郎（たけのうち じゅうじろう、1869年12月30日〈明治2年11月28日〉 - 1937年〈昭和12年〉5月15日）は、日本の海軍軍人。最終階級は海軍主計少監（主計少佐）。公金費消の嫌疑により免官となった人物である。大仏次郎の小説『帰郷』のモデル。

## 生涯

### 主計科士官
三重県出身。父は旧桑名藩士、兄は陸軍二等兵から中佐まで昇進した。三田英学校から海軍主計学校に進み、13名の同期生のうち首席・恩賜で卒業。日清戦争では旗艦「松島」の主計官として黄海海戦に参戦した。その後横須賀司計部計算官、「赤城」主計長などを勤め、造船造兵監督官としてイギリス駐在となり、現金前渡官吏を兼務。日本が発注する軍艦について代金支払の実務を担うこととなった。
1904年（明治37年）、竹内はカナダへ逃亡。本人不在のまま東京軍法会議（判士長伊藤乙次郎）において、33万5512円45銭6厘の欠損を生じさせたとして重懲役11年の判決が下され免官、明治二十七八年従軍記章を褫奪された。

### カナダでの生活
カナダへ渡った竹内は、現地でイギリス人女性と結婚。マニトバ州で農園を経営したが失敗に終わり、バンクーバーへ移住。新聞社勤務、日本人移民の漁業組合監事などをして生活し、二男五女をもうけた。何度か帰国を試みており、これには親交があった古島一雄が尽力したが実現しなかった。

## 軍歌
竹内は文才があり、竹内が作詞した『征清 海軍軍歌』が博文館より出版されている。

## 公金費消
竹内は公金費消により免官となったが、その実態は明らかではない。軍法会議の判決では先輩や同期生が米相場への投機に失敗し、その穴埋めとして送金したとされるが、捜査中に関係者が病死するなどしている。当時から軍艦建造に伴うコミッションの存在が囁かれており、のちにシーメンス事件が発覚した際、国会で蔵原惟郭が竹内の公金費消を取り上げ政府を追及した。個人的に費消した事実があるとしても、竹内はコミッション受取の窓口で、海軍上層部を守るための犠牲になったのではないかとの推測がある。竹内はカナダ時代も海軍高官と連絡があり、「すまじきものは宮仕え」という言葉を残している。この海軍高官はのちに首相を務めたが、シーメンス事件時の検事総長平沼騏一郎は名指しで、この人物に現金が渡っていたことを明らかにし、主任検事の小原直が事件化しなかったことを認めている。